# Извилинка (река)
Изви́линка (до декабря 1972 года — Сыдагоу) — река в Чугуевском районе Приморского края России.
Исток находится на западных склонах горной системы Сихотэ-Алиня в 0,3 км севернее горы Снежной на высоте 1600 м над уровнем моря, впадает справа в реку Уссури.
Длина реки — 64 км, площадь бассейна — 1170 км², общее падение реки — 1268 м. Ширина реки до 18—30 м, глубина до 0,8—1,2 м.
Основные притоки реки: Правая Извилинка, Жировка, Правая Речка.
В летнее время часты паводки, вызываемые в основном интенсивными продолжительными дождями.
Населённые пункты в долине реки: Извилинка (при впадении её в Уссури), Берёзовка (в верховьях притока Правая Извилинка).